# Valens (grafteori)
 For alternative betydninger, se Valens (flertydig). (Se også artikler, som begynder med Valens)
Indenfor grafteori er antallet af kanter med v som endeknude, altså antallet af kanter der direkte er forbundet med knuden v, kaldes valensen af v og det betegnes {\displaystyle \delta _{v}} ({\displaystyle \delta } er et lille græsk delta).